# Sarinda

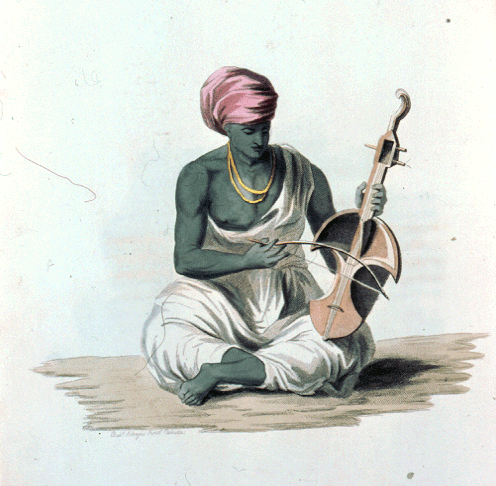
Kolorierte Zeichnung eines bengalischen Sarinda-Spielers von François Balthazar Solvyns. Erstmals veröffentlicht 1796

Die Sarinda (persisch سارنده) ist ein mit dem Bogen gestrichenes Lauteninstrument in der nordindischen Musik, das zur Familie des afghanischen rubāb gehört und in der historischen Region Chorasan entstanden ist.

## Verbreitung
Die ursprüngliche Verbreitungsregion liegt im östlichen iranischen Hochland, in Afghanistan, Pakistan, Kaschmir, Rajasthan und Sindh, von wo sich die Sarinda mit baulichen Veränderungen weiter nach Ostindien (Bihar, Bengalen und Orissa) und Nepal verbreitete. Anfang des 20. Jahrhunderts gehörte die sarinda zur städtischen, von Paschtunen dominierten Musikszene Afghanistans, in Herat wurde sie sārang genannt. Paschtunische Musiker brachten für die verschiedenen Musikstile Ghazal, den nordindischen Khyal und populäre indische Filmmusik  das indische Harmonium, rubab, sarinda, das Kesseltrommelpaar tabla oder die beidseitig bespannte Fasstrommel doholak zusammen. Andere Bezeichnungen für die sarinda in Nordindien sind saringda, sarenda oder in Belutschistan saroz, in Sindh surando und in Rajasthan surinda. In Sindh und Rajasthan wird die surando von den umherziehenden Musikerkasten der Langas, Manganiyars und Charans zu Familienfeiern der Grundbesitzer (Zamindars) und auf Dorffesten gespielt.
In Afghanistan werden drei Arten von gestrichenen Saiteninstrumenten als ghichak (auch gheichak) zusammengefasst: sarinda, kamantsche und die in Nordafghanistan verbreiteten Stachelfideln, deren Resonanzkörper eine Blechdose ist. Die suroz ist eine großformatige sarinda mit vier Melodie- und bis zu acht Resonanzsaiten, die als das führende Musikinstrument in Belutschistan angesehen wird.
Im Nepal tritt die kleine Musikerkaste der Gaine mit mehreren sarindas zur Begleitung von Gesang und Tänzen auf. Die Gaine verstärken die Beziehung zu ihrem Instrument, indem sie verschiedenen Bauteilen die Namen menschlicher Körperteile zuordnen. Die vier Saiten ihrer sarinda werden nach Vater, Sohn, Mutter und Tochter benannt.

## Bauform

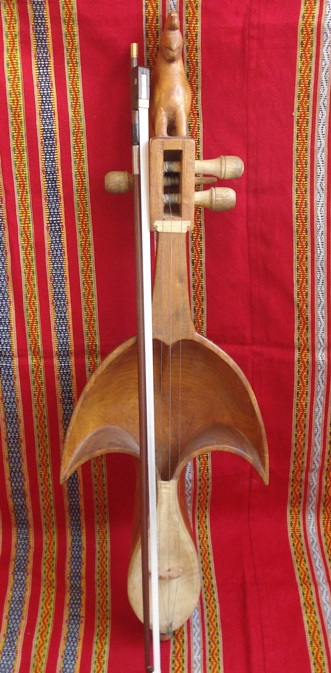
Sarinda mit ankerförmigem Korpus

Die sarinda ist eine gestrichene Kurzhalslaute aus einem bootsförmig gekrümmten oder rundbauchigen Holzblock aus Maulbeerbaumholz mit zwei Kammern, über dessen kleinerer unterer Resonanzkörper eine Tierhaut gespannt ist. Über den Steg, der in der Mitte der Hautbespannung aufsitzt, verlaufen drei bis vier Melodiesaiten (tar), von denen eine die Hauptsaite (baj tar) ist und die anderen als Bordunsaiten dienen. Unter den Melodiesaiten und durch den Steg können in zweistelliger Zahl Resonanzsaiten verlaufen. Der Steg hat keine Bünde. Im Bereich der markanten Einbuchtung des hölzernen Korpus wird der Bogen gestrichen. Der obere Teil des Resonanzkörpers ist offen und wächst durch seitliche Spitzen, die wie Vogelschwingen aussehen, in die Breite. Die Länge der unterschiedlichen Bauformen beträgt 60 bis 70 Zentimeter. Die Melodiesaiten bestehen üblicherweise aus Darm oder Pferdehaar. Ustad Pazir Khan, der Vater des berühmtesten pakistanischen Sarinda-Spielers Munir Sarhadi, ersetzte die Darmsaiten durch Metallsaiten und nahm auch Veränderungen am Resonanzkörper vor. Das Instrument wird senkrecht gehalten und ruht beim Spielen auf dem linken Knie. Der gekrümmte Bogen ist mit Pferdehaar bespannt, wobei der Frosch mit einem Stoffband festgewickelt ist.
Es gibt zahlreiche regionale Varianten. Gemeinsames Merkmal aller Sarinda-Typen ist der zweiteilige Resonanzkörper mit einem oberen, zu den Saiten hin offenen Schallraum. Die rundbauchige und reich verzierte Bengali sarinda hat vier Spielsaiten und über zehn Resonanzsaiten. Bei einfacheren Sarindas in der indischen Nordostregion fehlen diese Resonanzsaiten. Die Nepali sarangi ist durchgehend schmal und langrechteckig, mit nur wenig abgetrepptem Hals. Ungeachtet ihres Namens gehört sie wegen der Öffnung im oberen Teil des Korpus zu den sarindas und nicht zu den ähnlich kastenförmigen sarangis. Sie hat vier Melodiesaiten aus Darm und Stahl.
Ein Ableger der sarinda beim Adivasi-Volk der Santal in Ostindien heißt dhodro banam (wörtlich: „hohles Instrument“). Die einzige Saite wird beim Spielen mit der linken Hand an den Hals gedrückt. Die aus dunklem Hartholz gefertigten Instrumente, die mit menschlichen Figuren üppig verziert sind, waren von kultischer Bedeutung. Das zum Bau verwendete Holz (guloic) ist der Legende nach aus einem Menschen entstanden. Wie bei der nepalesischen Musikerkaste Gaine werden Körperteile mit dem Instrument assoziiert. Der untere, geschlossene Schallkörper symbolisiert den Magen, der offene Teil die Brust, der Hals entspricht dem Hals und der Wirbelkasten wird mit dem Kopf gleichgesetzt.
In Bengalen wurde eine einfache sarinda mit zwei Darmsaiten von umherziehenden Sadhus gespielt. Eine aufwendigere sarinda in Bengalen mit drei Saiten trägt auf dem Wirbelkasten geschnitzte Tier- oder Menschenfiguren, etwa das Götterpaar Radha und Krishna. Sie wird bei den devotionalen Volksliedern murshidi gan und bei Gesangswettbewerben wie bichar gan und kavigan eingesetzt.
Ein bis zwei Saiten besitzt die sarinda der Garo in Meghalaya, die ähnlich auch in Assam vorkommt. Ihr Korpus besteht aus dem hellen Holz vom Asiatischen Kapokbaum (Bombax ceiba, bolchu), von Holarrhena (bolmatra) oder am geeignetsten Gmelina arborea (gambare). Bei ihr sitzen zwei geschnitzte Hühner auf dem Wirbelkasten. Die untere Hälfte des Korpus ist mit der Haut eines Leguans (matpu oder ghorpad) bespannt. Die Saite besteht aus Baumwolle oder der Rindenfaser eines Zweiges von Celtis orientalis (Familie der Hanfgewächse, englisch kilkra). Für den Streichbogen (bangchiri oder sabik) verwendet man Fasern eines Ananasblattes. Mit der sarinda begleiten Garo die Volksliedgattungen ajé und doro.

## Spielweise und Musiker
Der Ton der sarinda ist je nach Herkunft hell oder dunkel gefärbt, er klingt zumeist voll und weich, im Gegensatz zu der etwas kratzig klingenden sarangi, die in Nordindien wesentlich weiter verbreitet ist. Während die sarangi im 20. Jahrhundert sich in der nordindischen klassischen Musik etabliert hat, bleibt die sarinda in Indien der Volksmusik vorbehalten. In Indien dient die sarinda fast ausschließlich der volkstümlichen Gesangsbegleitung, in den pakistanischen Provinzen Punjab und Sindh tritt die sarinda mit Trommelbegleitung (dhol), bei Qawwali-Musikern teilweise gemeinsam mit der zwei- bis viersaitigen Langhalslaute damburag (tanburaq) der Belutschen (verwandt mit der nordafghanischen dambura und der pakistanischen tanburo) und einer Trommel in Erscheinung. Beide Instrumente werden legato – schleifend – gespielt. Die Finger der linken Hand werden auf die Saiten aufgelegt, anstatt sie ganz niederzudrücken. In der Volksmusik werden gelegentlich kleine Glöckchen am Bogen befestigt, die im Rhythmus erklingen.
In der pakistanischen Provinz Belutschistan wird die sarinda seit mindestens dem 18. Jahrhundert in der Ritualmusik (Dhikr) der Sufis verwendet. Zu diesen Ritualen gehören auch Besessenheitskulte, die von versklavten Schwarzafrikanern mitgebracht wurden und guati-damali genannt werden. Die sorud übernimmt hierbei dieselbe führende Funktion wie die Zupflaute gimbri, die im Maghreb für die therapeutischen Kulte Derdeba und Stambali gebraucht wird. Das in Belutschistan als sorud bezeichnete Instrument hat vier Melodiesaiten, davon sind drei Spielsaiten aus Stahl, eine Bordun-Saite ist aus Darm. Zur Klangverstärkung dienen sechs bis acht Resonanzsaiten. Das Zusammenspiel von sorud und damburag entspricht dem Streich- und Zupfinstrument-Duo ghichak und dutar bei den Turkmenen sowie dem aserbaidschanischen Duo kamancha und tar.
An Grabbauten (Qubbas) der sunnitischen Kalhora-Dynastie (reg. 1701–1783) in der Provinz Sindh begleiten Sufi-Sänger (surandai faqir) ihren Dhikr-Gesang auf der surando. An einigen dieser Grabbauten in der Umgebung von Larkana im Norden des Sindh sind Wandmalereien aus der zweiten Hälfte des 18. Jahrhunderts erhalten, auf denen Musiker zur Unterhaltung surando spielen.
In der Tradition der Sikhs im nordindischen Panjab gibt es die epischen religiösen Dhadi-Gesänge, die von einer kleinen Sanduhrtrommel (dhadd) und einer sarinda oder sarangi begleitet werden.
Munir Sarhadi (1922–1980) hat einige Aufzeichnungen mit seiner bewunderten Spielweise hinterlassen. Sein Sohn Ijaz Sarhadi gilt derzeit als führender Sarinda-Spieler. Einer der wenigen Sarinda-Spieler im Umfeld der Qawwali-Musik im Sindh ist Mohamed Fakir.

## Diskografie
- Tresors du Pakistan. Musiques Instrumentales du Pakistan. Playa Sound 65082, 1991, Text: Kudsi Ergüner. (Enthält drei Stücke von Munir Sarhadi)
- Pakistan/Sindh: Sohrab Fakir, Mohamed Fakir, Ghous Bux Brohi, Moula Bux Sand, Alla Bachayo Khoso. Network Medien, 1999. (Enthält zwei Titel mit Mohamed Fakir)
- The Mystic Fiddle Of The Proto-Gypsies: Masters Of Trance Music. Shanachie 1997. (Sufi-Musiker aus Belutschistan spielen Sorud)
- Rasulbakhsh Zangeshâhi, Firuz Sâjedi, Abdorahmân Surizehi und Rahimbakhsh Zangeshâhi: Baloutchistan – La Tradition Instrumentale – Sorud, Benju, Doneli. Ocora, OCD 560105. (Benju: Hackbrett, Doneli: Doppelrohrflöte in Belutschistan)